# The Rock (soundtrack)
The Rock is de soundtrack van de film met dezelfde naam, en is gecomponeerd door Hans Zimmer en Nick Glennie-Smith. Het album werd uitgebracht op 7 juni 1996 door Hollywood Records.
Het eerste gedeelte wat Zimmer schreef bij het nummer Hummel get the Rockets wordt sinds de eerste aflevering gebruikt bij het televisieprogramma Expeditie Robinson als begintune. Het nummer Jade werd door Glennie-Smith gecomponeerd. Harry Gregson-Williams schreef samen met Zimmer en Glennie-Smith mee aan de nummers In the Tunnels, Mason's Walk - First Launch en The Chase. Het orkest stond onder leiding van Don Harper en Nick Glennie-Smith. De opnames vonden plaats in de studio van Remote Control Productions. Muzieknummers uit de film die niet op het album staan zijn San Francisco (Be Sure to Wear Flowers in Your Hair) van Scott McKenzie, Rocket Man van Elton John, Leaving on a Jet Plane van Frank Sinatra (geschreven door John Denver) en A world without love van Peter & Gordon (geschreven door John Lennon en Paul McCartney).

## Musici
- Bob Daspit - Gitaar
- Mike Deasy - Gitaar
- Michael Stevens - Gitaar

## Nummers
| Nr. | Titel                       | Duur  |
| --- | --------------------------- | ----- |
| 1   | Hummel gets the Rockets     | 6:25  |
| 2   | Rock House Jail             | 10:12 |
| 3   | Jade                        | 2:01  |
| 4   | In the Tunnels              | 8:40  |
| 5   | Mason's Walk - First Launch | 9:34  |
| 6   | Rocket Away                 | 14:25 |
| 7   | Fort Walton - Kansas        | 1:37  |
| 8   | The Chase                   | 7:35  |

## Hitnoteringen

### VlaamseUltratop 100Albums
| Hitnotering: 14-09-1996 | Hitnotering: 14-09-1996 | Hitnotering: 14-09-1996 |
| Week:                   | 1                       |                         |
| ----------------------- | ----------------------- | ----------------------- |
| Positie:                | 49                      | uit                     |

### NPO Klassiek Filmmuziek Top 200
| The Rock in de NPO Klassiek Filmmuziek Top 200 | The Rock in de NPO Klassiek Filmmuziek Top 200 | The Rock in de NPO Klassiek Filmmuziek Top 200 |
| Jaar                                           | 2024                                           | 2025                                           |
| ---------------------------------------------- | ---------------------------------------------- | ---------------------------------------------- |
| Positie                                        | 115                                            | 134                                            |